# Doris Ulmann

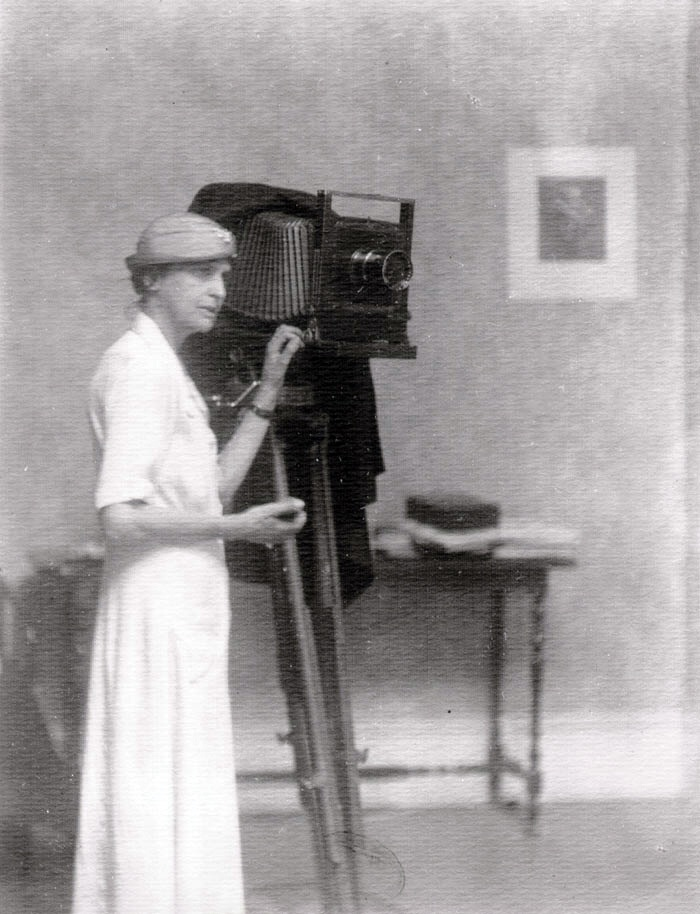
Doris Ulmann: Selbstporträt (etwa 1910)

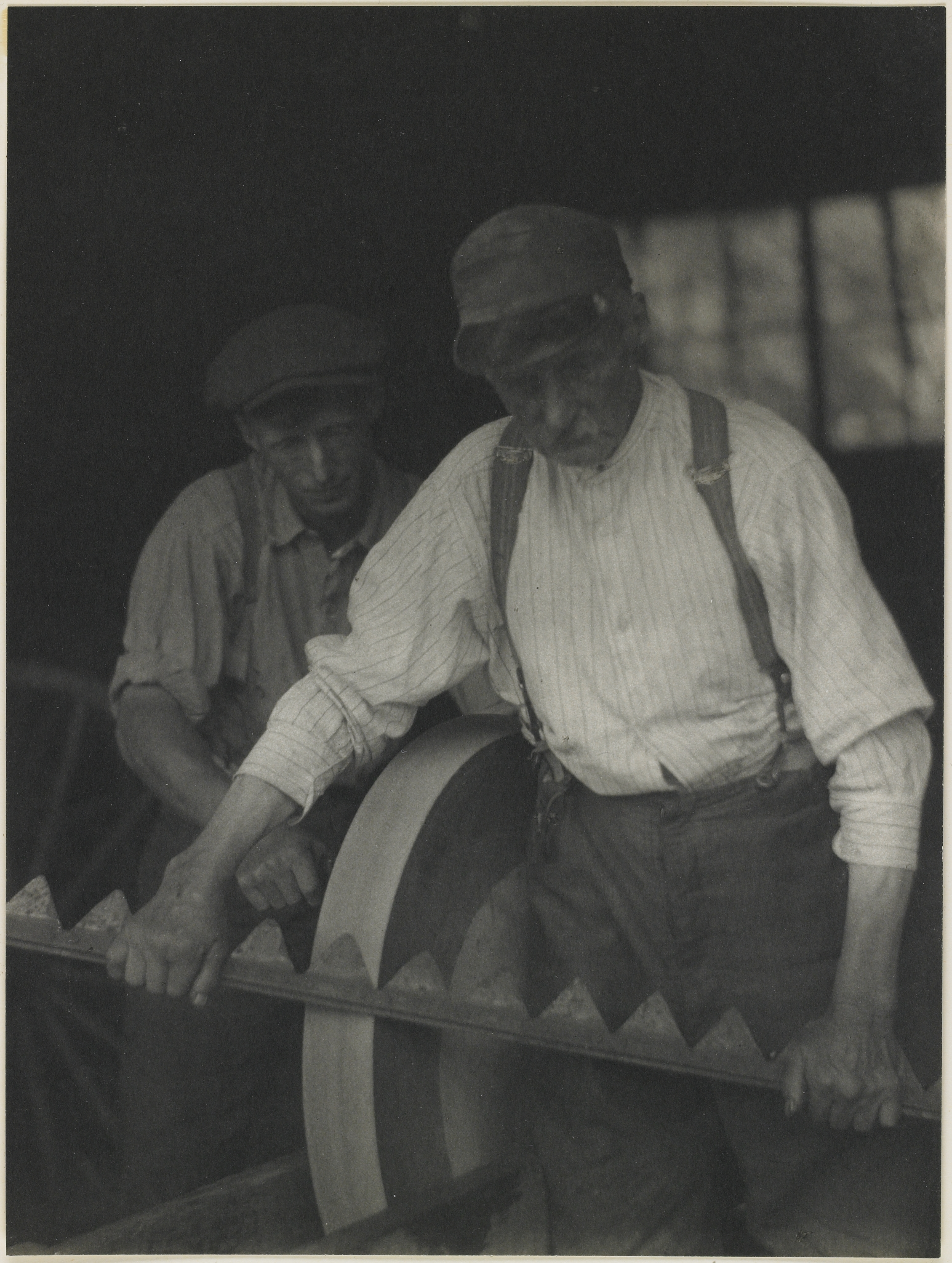
Doris Ulmann: Two Men at Work (etwa 1916 bis 1925)

Doris Ulmann (* 29. Mai 1882 in New York; † 28. August 1934 ebenda) war eine US-amerikanische Fotografin.

## Leben und Wirken
Ulmann wurde in New York als Tochter des deutschen Einwanderers und Wollfabrikanten Bernhard Ulmann und Nachfahre des deutschen Bernhard Ber Ullmann geboren. Sie absolvierte von 1900 bis 1903 eine Lehrerausbildung bei dem Fotografen Lewis Wickes Hine an der Ethical Culture School und studierte anschließend Psychologie und Jura an der Columbia University. Dort belegte sie auch einen Fotokurs bei Clarence Hudson White. Um 1915 heiratete sie den Arzt und Amateurfotografen Charles H. Jaeger, dessen Nachnamen sie zehn Jahre später bis zu ihrer Scheidung verwendete. 1918 fotografierte sie beruflich und ihre frühen Werke waren Porträts prominenter Intellektueller, Künstler und Schriftsteller: William Butler Yeats, John Dewey, Max Eastman, Sinclair Lewis, Joseph Wood Krutch, Anna Pawlowna Pawlowa, Martha Graham, Paul Robeson und Lillian Gish.  In den Zeitschriften The Bookman und Vanity Fair wurden ihre Porträts von Ansel Adams, Albert Einstein, Martha Graham, Edna St. Vincent Millay, José Clemente Orozco und Thornton Wilder veröffentlicht. Sie war an der Bewahrung sich schnell verändernder und sogar verschwundener Kulturen interessiert und unternahm für ihre Porträts viele Reisen nach South Carolina, Kentucky, Tennessee, Louisiana und North Carolina. Ab 1927 wurde sie auf ihren Reisen von dem Folkloristen John Jacob Niles begleitet, der Balladen sammelte, während sie fotografierte. Im Jahr 1932 begann sie mit einer Photoserie für das Buch „Handicrafts of the Southern Highlands“ von Allen Hendershott Eaton (1878–1962). Während ihrer Arbeit in den Bergen von North Carolina im Sommer 1934 wurde sie krank und starb kurz nach ihrer Rückkehr nach New York. Nach ihrem Tod übernahm die von ihr gegründete Stiftung am Berea College, Kentucky das Sorgerecht für ihre Bilder. Ein großer Teil ihrer Bilder befindet sich in den Sammlungen der Bibliotheken der University of Oregon: 2.739 Silbergelatine-Glasplattennegative, 304 mattierte Originaldrucke und 79 Alben. Das Berea College beherbergt eine Sammlung von über 3100 Bildern, hauptsächlich aus der Appalachenregion und dem Berea-Gebiet. Weitere Sammlungen befinden sich an der University of Kentucky, im North Carolina Collection Photographic Archives und im Center for Creative Fotografie an der University of Arizona in Tucson und der The New York Historical. Ihre Fotografien sind auch Teil vieler Museumssammlungen, darunter das Smithsonian und das J. Paul Getty Museum. 2018 organisierte das Georgia Museum of Art an der University of Georgia eine umfassende Retrospektive ihrer Arbeit und veröffentlichte das bislang umfangreichste Buch zu ihrer Arbeit.

## Veröffentlichungen (Auswahl)
- Ulmann, Doris: The faculty of the College of Physicians & Surgeons, Columbia University in the City of New York. New York, Hoeber, 1919
- Ulmann, Doris: A portrait gallery of American editors. New York, W.E. Rudge, 1925
- Ulmann, Doris et al.: Myth, memory and imagination: universal themes in the life and culture of the South: selections from the collection of Julia J. Norrell. McKissick Museum. Columbia, S.C., McKissick Museum University of South Carolina, 1999